# 121008 Michellecrigger
121008 Michellecrigger è un asteroide della fascia principale. Scoperto nel 1999, presenta un'orbita caratterizzata da un semiasse maggiore pari a 2,2583374 au e da un'eccentricità di 0,2305154, inclinata di 26,12520° rispetto all'eclittica.
L'asteroide è dedicato allo statunitense Michelle Crigger, responsabile alla NASA nel progetto OSIRIS-REx e prima per gli ExPRESS logistics carrier del segmento orbitale americano della Stazione spaziale internazionale.